# Micrixalus candidus
Micrixalus candidus é uma espécie de anfíbio anuro da família Micrixalidae. Está presente na Índia. A UICN classificou-a como vulnerável.